# Tomas Danilevičius
Tomas Danilevičius (ur. 18 lipca 1978 w Kłajpedzie) – litewski piłkarz, występujący na pozycji napastnika. W latach 2017–2023 prezes Lietuvos futbolo federacija.

## Kariera klubowa
Tomas Danilevičius karierę piłkarską rozpoczął w 1995, w klubie FK Atlantas. Po sezonie przeszedł do Club Brugge, gdzie wystąpił w 7 spotkaniach, strzelając jedną bramkę. W sezonie 1998/1999 występował w rosyjskim klubie Dinamo Moskwa, gdzie wystąpił trzynaście razy, pięciociokrotnie pokonując bramkarzy rywali. W 2000 roku grał w trzech klubach – Club Brugge, Lausanne Sports, Arsenal F.C. Możliwości gry w meczach miał w dwóch ostatnich klubach – w Lausanne zagrał siedem razy, strzelając cztery bramki, w Arsenalu dwa razy. W sezonie 2000/2001 był zawodnikiem Dunfermline F.C., gdzie zagrał trzy razy. Regularne występy zanotował w następnym klubie, do którego sprzedano go w następnym sezonie – KSK Beveren – 29 występów, 12 goli.
Od 2002 zawodnik grał we Włoszech. Najpierw, w latach 2002–2006 w AS Livorno Calcio (73 spotkania, 10 goli), potem, w sezonie 2005/2006 w US Avellino na zasadzie wypożyczenia (40 występów, 17 goli). W latach 2007–2008 zawodnik Bologna FC. Od 2008 roku do 2011 roku występował w A.S. Livorno. W 2011 roku przeszedł do Juve Stabia.

## Kariera reprezentacyjna
W reprezentacji Litwy w latach 1998–2012 wystąpił 71 razy, strzelając 19 bramek.

## Sukcesy

### Wyróżnienia
- Piłkarz Roku na Litwie: 2007

### Rekordy
- Najskuteczniejszy zawodnik w historii reprezentacji Litwy: 19 goli